# ACP
ACP (z anglického acyl-carrying protein - acyl-přenášející protein) je enzym účastnící se významných biochemických procesů, včetně syntézy mastných kyselin.
Jedná se o relativně malý protein (okolo 9 kDa), který je přítomný ve všech živých organismech, například u bakterie E. coli tvoří 0,25 % všech proteinů v buňce. Je tvořen polypeptidovým řetězcem a prostetickou skupinou (4'-fosfopantetheinem) navázanou na serinový zbytek apoenzymu fosfodiesterovou vazbou. Acylové zbytky jsou vázány na konec prostetické skupiny thioesterovou vazbou.

## Syntéza mastných kyselin
V rámci celé syntézy mastných kyselin zajišťuje ACP přenos acylových zbytků (zejm. malonylu a acetylu) jako součást FAS (fatty acid synthetase) komplexu. Podobnou úlohu zajišťuje při beta-oxidaci mastných kyselin koenzym A, se kterým ACP sdílí prekurzor kyselinu pantothenovou.

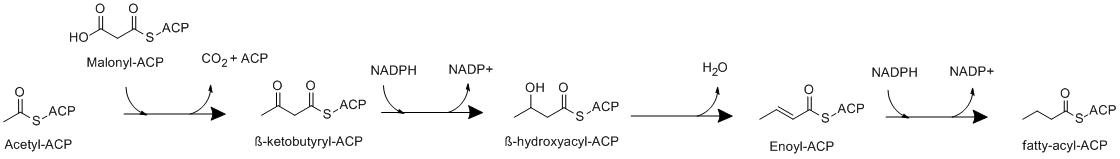
Část procesu syntézy mastných kyselin (prodlužování řetězce), na kterém je patrná úloha ACP jako nosiče acylů